# Panaitan
Panaitan, Bahasa Indonesia: Pulau Panaitan, wörtlich übersetzt Prinzeninsel, früher entsprechend niederländisch Prinseneiland, ist die größte indonesische Insel in der Sundastraße am Rande der Javasee zwischen Java und Sumatra.
Die an der höchsten Erhebung 329 m hohe Insel liegt vor der äußersten Westspitze Javas mit dem Welterbe-Nationalpark Ujung Kulon, zu dem sie gehört. Wie die nahe gelegene Insel Krakatau ist sie vulkanischen Ursprungs. Ausbrüche in historischer Zeit sind nicht bekannt. Der Name Prinzeninsel rührt daher, dass sie als Eigentum javanischer Prinzen angesehen wurde. Verwaltungsmäßig gehört sie zum Regierungsbezirk Pandeglang in der Provinz Banten.
Panaitan litt nicht so schwer unter dem Ausbruch des Krakatau 1883 wie viele andere Inseln in der Region, nur der Norden und Teile des Ostens wurden von Tsunamis getroffen; später fand man 55 Leichen. Darunter befanden sich ein Hāddsch mit der königlichen Erlaubnis zum Holzeinschlag und etwa 50 Siedler.
Panaitan ist hügelig, mit Wald bestanden und hat ein reichhaltiges Tierleben: Hirsche, Wildschweine, Affen, Schlangen (Pythons) und Vögel. Es gibt mehrere Arten von Süßwasserkrokodilen und Riesenechsen kommen vor. Auf dem Berg Raksaa wurden alte Hindu-Skulpturen gefunden.
Die Küstenregion bietet Sandstrände und Korallenriffe.